# Ophthalmis hemixantha
Ophthalmis hemixantha là một loài bướm đêm trong họ Noctuidae.